# Colotis venosa
Colotis venosa är en fjärilsart som först beskrevs av Otto Staudinger 1885.  Colotis venosa ingår i släktet Colotis och familjen vitfjärilar.
Artens utbredningsområde är Kenya. Inga underarter finns listade i Catalogue of Life.